# Amblyolpium dollfusi
Amblyolpium dollfusi es una especie de arácnido del orden Pseudoscorpionida de la familia Olpiidae.

## Distribución geográfica
Se encuentra en Italia y Francia.